# Pfarrfriedhof Kahlenbergerdorf

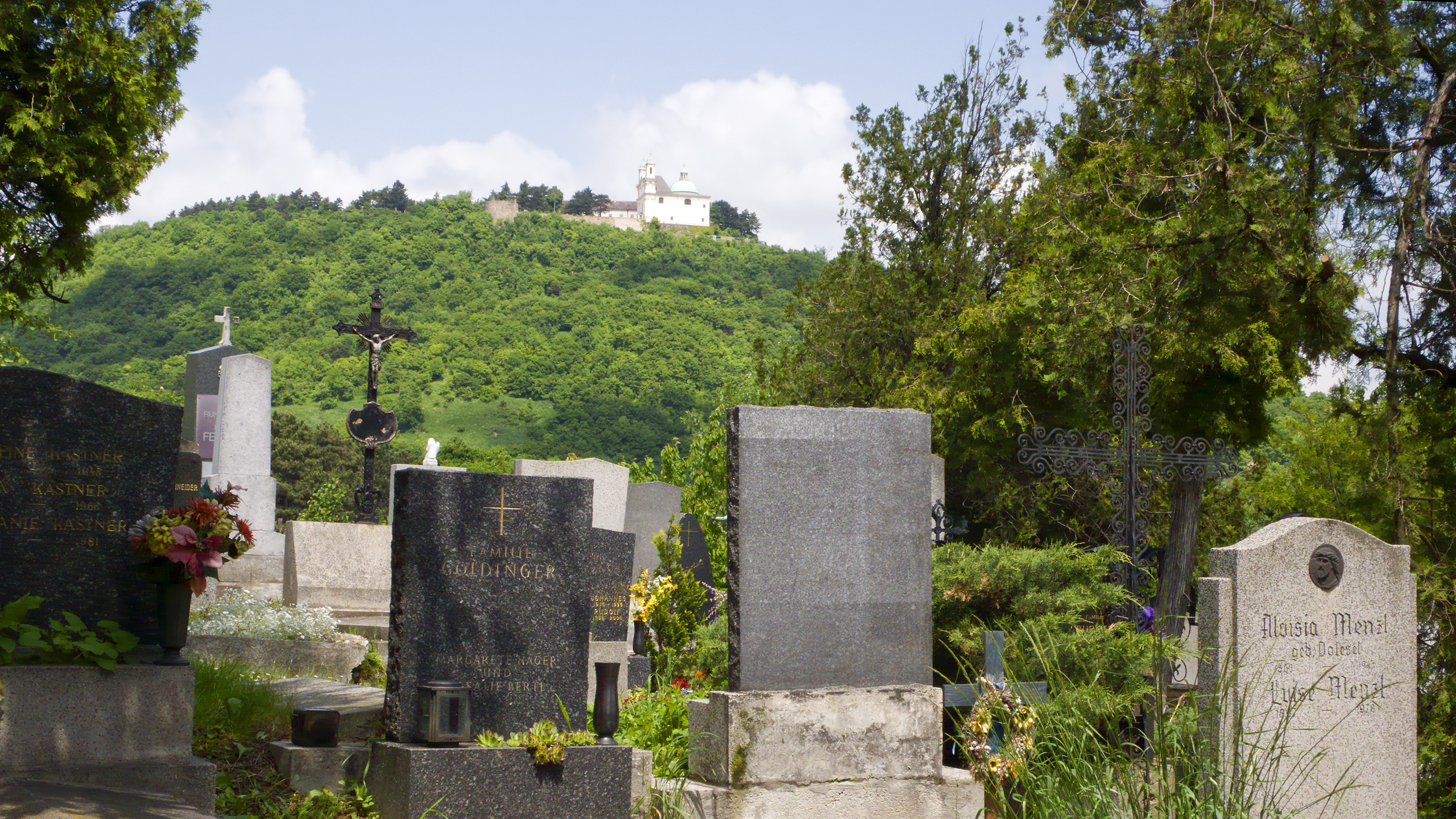
Friedhof und Leopoldsberg

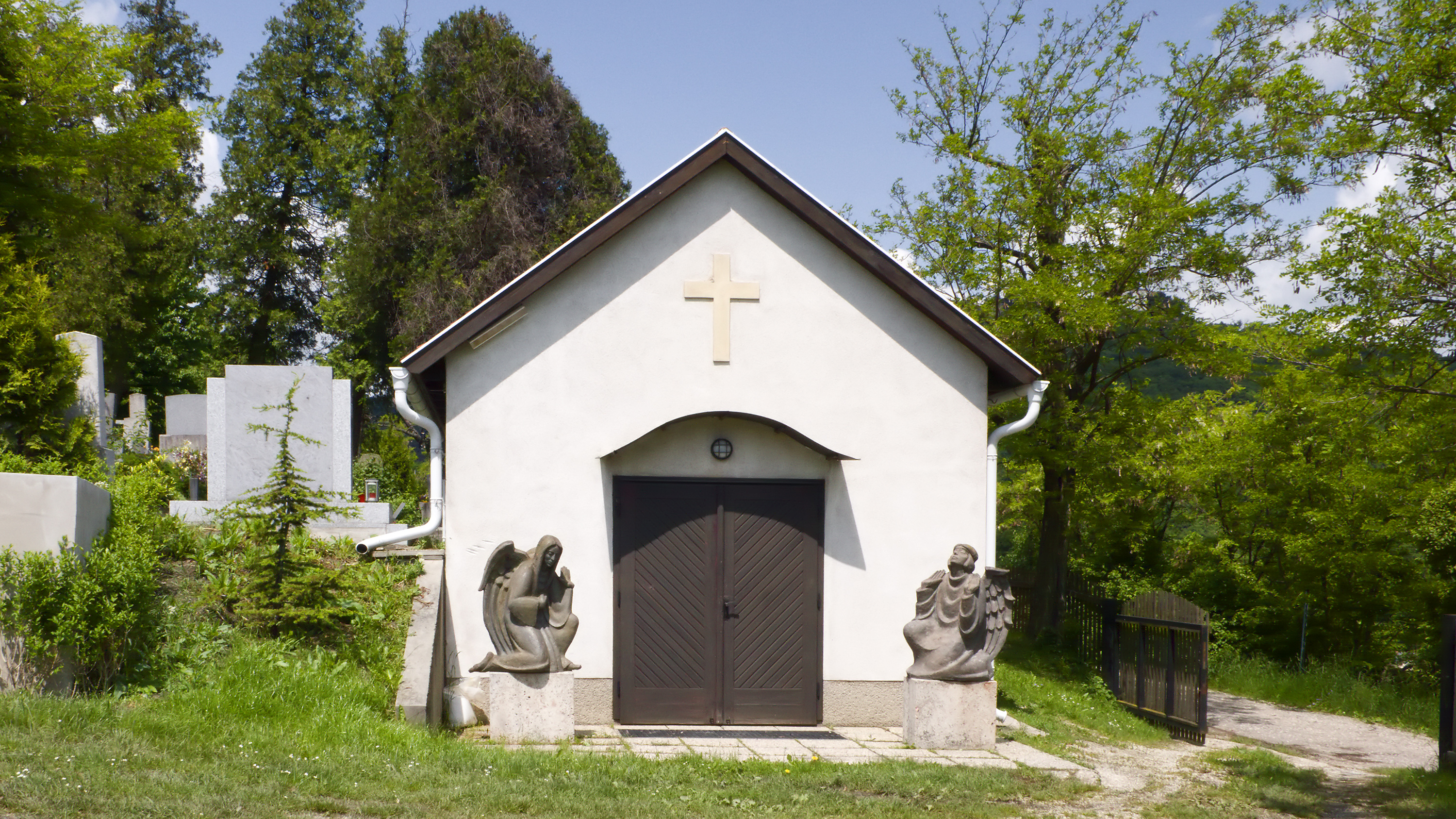
Aufbahrungshalle

Der Pfarrfriedhof Kahlenbergerdorf ist ein kleiner, am südöstlichen Abhang des Kahlenberges in Wien gelegener Friedhof.
Der Friedhof wurde im Jahr 1878 auf einer Anhöhe westlich des Kahlenbergerdorfes errichtet und in den Jahren 1974 und 1981 erweitert. 2001 wurde die Aufbahrungshalle an das öffentliche Stromnetz angeschlossen.
Die prominentesten Persönlichkeiten, die in moderner Zeit auf dem Pfarrfriedhof Kahlenbergerdorf beerdigt wurden, sind die Schauspielerin Marisa Mell und der Unternehmer Heinz Werner Schimanko.
Der Pfarrfriedhof Kahlenbergerdorf ist zu unterscheiden vom (ebenfalls am Abhang des Kahlenberges gelegenen) Kahlenberger Friedhof.  